# Mistrzostwa Azji w Półmaratonie 2004
Mistrzostwa Azji w Półmaratonie 2004 – zawody lekkoatletyczne na dystansie półmaratońskim, które odbyły się 3 października 2004 w Nowym Delhi w Indiach w ramach mistrzostw świata w półmaratonie.
Była to pierwsza edycja mistrzostw Azji na tym dystansie.

## Rezultaty

### Mężczyźni
| Konkurencja:  | 1. miejsce                                                     | Rezultat | 2. miejsce                                                              | Rezultat | 3. miejsce                                             | Rezultat |
| Indiwidualnie | Abdullah Ahmad Hassan                                          | 1:02:36  | Yukinobu Nakazaki                                                       | 1:04:48  | Yoshinori Oda                                          | 1:05:03  |
| Drużynowo     | Japonia · Yukinobu Nakazaki · Yoshinori Oda · Terumasa Okamura | 3:15:10  | Katar · Abdullah Ahmad Hassan · Jumah Omar Al-Noor · Abubaker Ali Kamal | 3:17:31  | Indie · R. B. Subha · Muresh Kumar Yadav · Ajith Singh | 3:34:31  |

### Kobiety
| Konkurencja:  | 1. miejsce                                       | Rezultat | 2. miejsce                                            | Rezultat | 3. miejsce   | Rezultat |
| Indywidualnie | Sun Yingjie                                      | 1:08:40  | Yuki Saito                                            | 1:11:05  | Zhou Chunxiu | 1:12:52  |
| Drużynowo     | Japonia · Yuki Saito · Kei Terada · Keiko Isogai | 3:38:51  | Indie · Geeta ? · Sarita Marbade · Purshot Laima Devi | 4:11:00  | –            | –        |